# Terumi Tanaka
Terumi Tanaka (田中 煕巳?, Tanaka Terumi; Manciukuò, 29 aprile 1932) è un attivista giapponese.

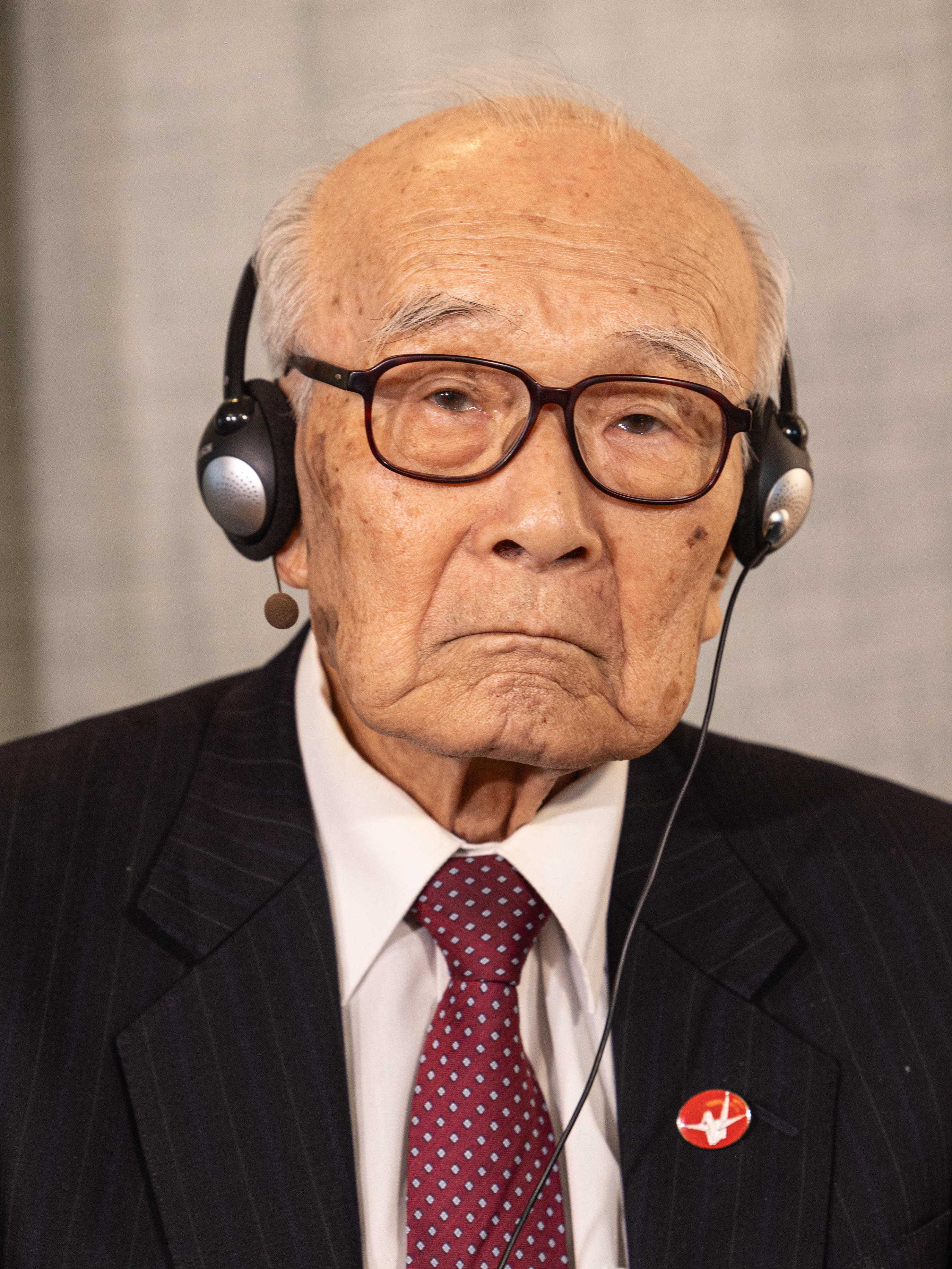
Terumi Tanaka nel 2024 a Oslo

È un hibakusha, sopravvissuto al bombardamento atomico di Nagasaki, ed è il segretario generale della Nihon Hidankyō, un'organizzazione nazionale di persone che hanno sofferto a causa delle bombe atomiche a fissione e all'idrogeno. Vive attualmente a Niiza, nella prefettura di Saitama.
L'11 ottobre 2024, la Nihon Hidankyō è stata insignita del Premio Nobel per la pace.

## Biografia
È nato il 29 aprile 1932 nella regione cinese della Manciuria, che all'epoca costituiva lo stato fantoccio filo-giapponese del Manciukuò. Si trasferì successivamente a Nagasaki con la sua famiglia.
Tanaka aveva 13 anni quando Nagasaki fu bombardata; la sua casa si trovava a circa 3,2 chilometri dal punto dell'impatto. Fu scaraventato attraverso diversi pannelli di vetro ma non ebbe ferite gravi. Nel bombardamento perse i suoi nonni, due zii, una zia e un cugino. Dovette cremare personalmente sua zia in un terreno vicino dopo che morì alcuni giorni dopo il bombardamento.
Si laureò alla Tōkyō Rika Daigaku (Università Scientifica di Tokyo) e divenne professore associato all'istituto d'ingegneria dell'Università del Tōhoku.

## Attivismo

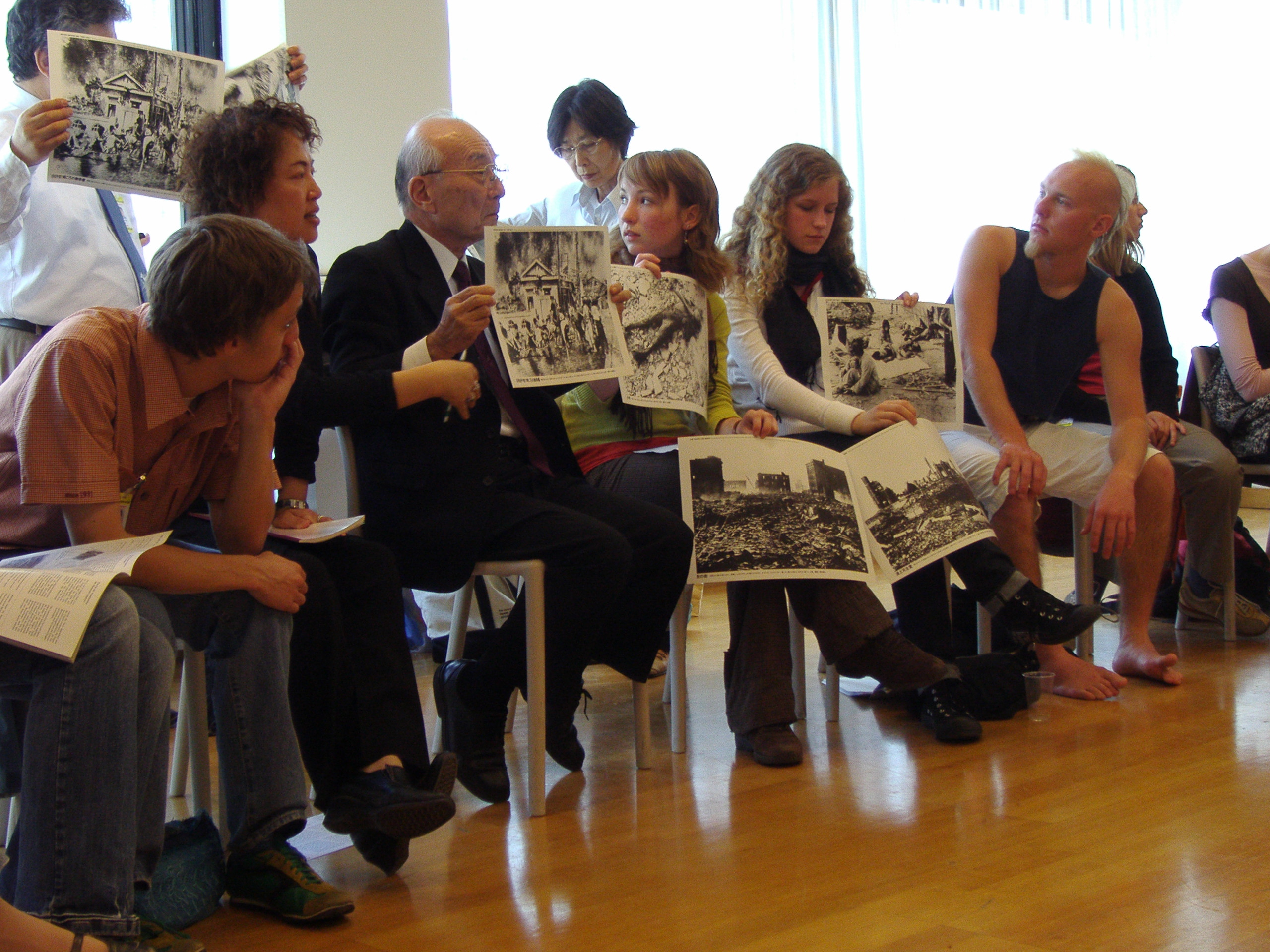
Terumi Tanaka, hibakusha di Nagasaki, racconta la sua esperienza e mostra immagini ai giovani alla sede dell'Agenzia internazionale per l'energia atomica di Vienna, durante la NPT PrepCom 2007

Tanaka è stato coinvolto nelle attività degli hibakusha a partire dal 1974, ed è divenuto il segretario generale della Nihon Hidankyō nel 2000.
Tanaka ha esortato gli Stati Uniti a scusarsi ufficialmente per i bombardamenti atomici di Hiroshima e di Nagasaki. Propugna il disarmo nucleare e ritiene che l'uso delle armi nucleari non sia mai giustificato. Ha condannato anche il test nucleare nordcoreano del gennaio 2016.

Ha parlato contro la discriminazione verso i sopravvissuti ai bombardamenti atomici e i loro discendenti.

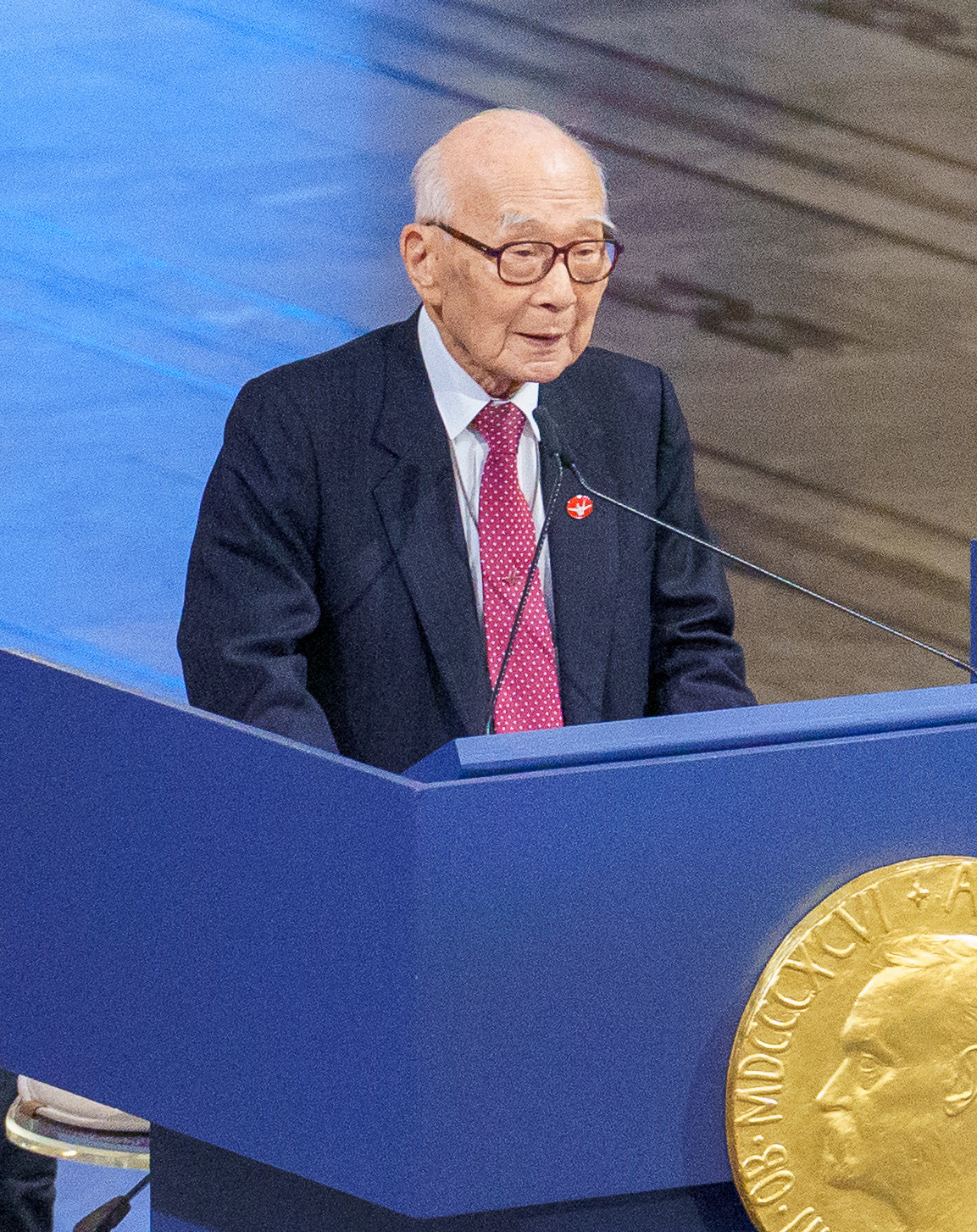
Tanaka alla cerimonia di consegna del Premio Nobel per la pace 2024

Dopo l'incidente nucleare di Fukushima Dai-ichi del 2011, Tanaka e la Hidankyo hanno invitato allo smantellamento dei reattori che erano già stati spenti.
Assieme ad altri sopravvissuti, Tanaka fu presente al discorso dell'allora presidente americano Barack Obama a Hiroshima nel maggio 2016, che accolse favorevolmente e lodò definendolo "meraviglioso", per quanto rimpiangesse che Obama non aveva potuto fare progressi verso un mondo libero dalla minaccia nucleare. Dopo aver letto una traduzione del discorso  e averne pienamente compreso i contenuti, rimpianse di aver espresso il proprio apprezzamento, dichiarando che l'espressione astratta di Obama "La morte cadde dal cielo" (Death fell from the sky) era inaccettabile, dal momento che il bombardamento fu un'azione deliberata degli Stati Uniti.